# Grag Queen
Grégory Mohd, más conocido por su nombre artístico Grag Queen, es un cantante, compositor, drag queen y actor brasileño. Grag Queen ganó la primera temporada de Queen of the Universe. En julio de 2023 fue anunciada como presentadora de Drag Race Brasil.

## Carrera
Grag Queen es una artista drag que ganó la primera temporada de Queen of the Universe. En 2022 recibió el premio honorífico al Icono Latinoamericano de la revista Gay Times. A fecha de enero de 2023, Grag Queen tenía 2,2 millones de seguidores en TikTok.
También en 2023 fue anunciada como presentadora de la competencia Drag Race Brasil, spin-off brasileño de RuPaul's Drag Race.

### Música
Los sencillos lanzados por Grag Queen incluyen "Party Everyday", "Fim de Tarde" y "You Betta".

## Vida personal
Gay Times ha dicho que "quiere usar su nueva plataforma para crear conciencia sobre la discriminación y la violencia anti-LGBTQ+ en Brasil como resultado de la administración homofóbica del presidente Jair Bolsonaro.

## Discografía

### Sencillos extendidos
| Título      | Detalles                                                                                      |
| ----------- | --------------------------------------------------------------------------------------------- |
| Desperta    | Lanzamiento: 11 de noviembre de 2021 Disquera: SB Music Formato: Streaming y descarga digital |
| Gente Crazy | Lanzamiento: 12 de enero de 2023 Disquera: SB Music Formato: Streaming y descarga digital     |

## Filmografía
| Año  | Título                | Papel    | Notas |
| ---- | --------------------- | -------- | ----- |
| 2022 | Queen of the Universe | Ganadora |       |